# Associazione Sportiva Giana Erminio
L'Associazione Sportiva Giana Erminio, meglio nota come Giana Erminio (nonché Erminio Giana, Giana Erminio Gorgonzola o ancora Giana), è una società calcistica italiana con sede nella città di Gorgonzola (MI). Milita in Serie C, terza divisione del campionato italiano di calcio.
Fondata nel 1931, si pone in continuità con la preesistente Unione Sportiva Argentia, attiva dal 1909. Ha adottato il corrente appellativo dapprima transitoriamente nel 1933 e in maniera stabile dal 1947: per oltre un secolo ha preso parte a competizioni dilettantistiche a carattere locale (regionale e provinciale), accedendo al livello professionistico per la prima volta nel 2014.
È l'unica società calcistica d'Italia, tra le militanti in un campionato a carattere nazionale, a portare come denominazione un antroponimo.

## Storia
Il calcio a Gorgonzola affonda le sue origini al 1909, anno in cui un gruppo di giovani gorgonzolesi fondò l'Unione Sportiva Argentia (dall'antico toponimo latino della città, Curte Argentia), che iniziò l'attività agonistica in tornei calcistici a carattere locale. Nel 1928 l'Argentia si affiliò alla FIGC e si iscrisse in Terza Divisione, che al tempo era il massimo livello calcistico regionale lombardo, nonché l’ultimo livello dei campionati italiani. Verso gli anni 1930 l'Argentia si sciolse.

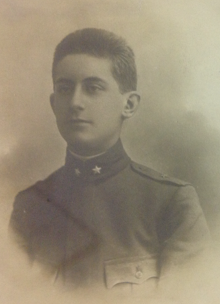
Erminio Giana

Fu nel 1931 che venne fondata l'Unione Sportiva Gorgonzola, che nel 1932 adottò la denominazione di G.S. Erminio Giana, in onore di un diciannovenne gorgonzolese, sottotenente del 4º Reggimento del Battaglione alpino "Aosta", caduto sul Monte Zugna (tra le province di Trento e Vicenza) il 28 giugno 1916, durante la prima guerra mondiale, ed insignito della medaglia d'argento al valor militare. Nel 1944 il sodalizio (che continuò a indicare il 1909 come punto iniziale della propria storia) cambiò nome in ENAL Gorgonzola, per poi diventare nel 1947 A.S. Erminio Giana. La madre del soldato decise di sostenere materialmente la squadra, che per onorare la memoria del Giana e come ringraziamento decise di adottare come divisa di gioco ufficiale una maglia nera (ad indicare il lutto) con bordi bianchi, calzoncini bianchi e calzettoni neri con risvolto bianco. In seguito la divisa venne ulteriormente modificata, assumendo i colori biancoazzurri, ma talora mantenendo al suo interno dei dettagli neri.

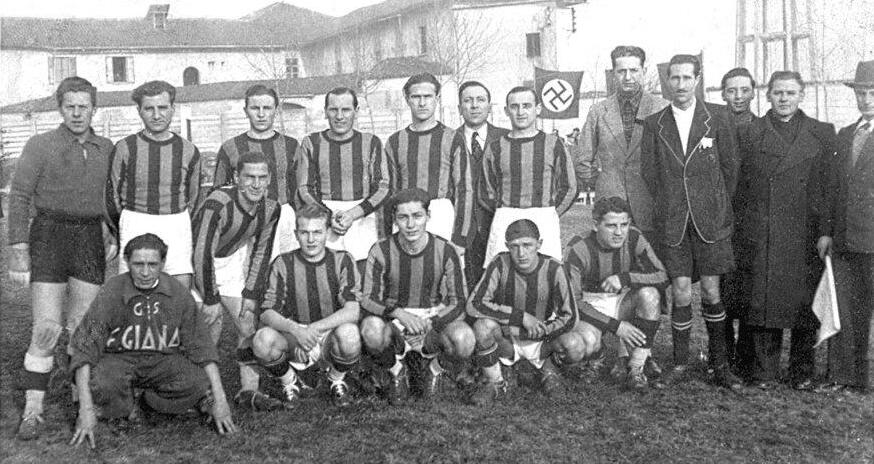
Foto di gruppo della squadra del G.S. Erminio Giana nel 1939.

La compagine (che cambiò poi nome in Giana Erminio) militò per decenni nei campionati regionali lombardi, senza spingersi oltre. Una crescita del livello dell'attività si dovette all'apporto dell'imprenditore Oreste Bamonte, che rilevò il club nel 1985, dandogli solidità economico-amministrativa e consentendogli di militare stabilmente tra Promozione ed Eccellenza.
A partire dalla stagione 2011-2012 la Giana diede inizio a un ciclo di risultati positivi: la squadra vinse in sequenza il girone F di Promozione Lombardia, poi il girone B di Eccellenza Lombardia e infine il girone A di Serie D (categoria in cui la Giana era debuttante assoluta). Così, nel 2014, il sodalizio gorgonzolese fu promosso in Lega Pro, entrando per la prima volta nella sua storia nel calcio professionistico italiano. La promozione, rendendo necessari dei lavori di ampliamento e adeguamento dello stadio comunale Città di Gorgonzola, costrinse la Giana a trasferire momentaneamente il suo terreno di casa presso lo stadio Brianteo di Monza. A lavori conclusi, a seguito dei pareri favorevoli di Commissione Provinciale di Vigilanza sui locali di pubblico spettacolo e della Lega Pro, lo stadio venne dichiarato nuovamente agibile il 16 marzo 2015; il 20 marzo successivo la Commissione Criteri Infrastrutturali della FIGC diede il nullaosta alla riapertura dell'impianto, consentendo alla Giana di ricominciare a giocarvi a partire dalla gara interna di sabato 21 contro il Venezia.
La prima stagione di militanza tra i professionisti si conclude con la salvezza, ottenuta il 1º maggio 2015 grazie alla vittoria esterna a Bolzano contro il FC Südtirol, con un turno d'anticipo sulla fine del campionato. Più o meno analoga è anche l'annata successiva, ove la Giana si garantisce la permanenza in terza serie alla 32ª giornata battendo in trasferta il Padova. In ambedue le stagioni la squadra mantiene la propria ossatura di base, integrando la rosa con elementi del proprio settore giovanile, nonché con giocatori prelevati a poco prezzo da squadre dilettantistiche e alcuni professionisti di maggior esperienza quali Andrea Gasbarroni, Claudio Grauso, Tiziano Polenghi, Salvatore Bruno e Alex Pinardi.
Alla terza stagione in terza serie la Giana fa un salto di qualità: grazie soprattutto a un girone di ritorno d'alto livello (e alla vena realizzativa di Bruno), i biancazzurri terminano la stagione regolare piazzandosi quinti nel gruppo A, qualificandosi per la prima volta nella loro storia ai play-off per la promozione in Serie B. Analogo risultato viene conseguito nella stagione 2017-2018.
Più difficile si rivela la stagione 2018-2019, in vista della quale il tecnico Cesare Albè si dimette (dopo circa 25 anni di mandato) e assume la carica di vicepresidente: la squadra, affidata a Raul Bertarelli (viceallenatore nelle stagioni precedenti), fatica a rendere a buoni livelli. Il 19 gennaio 2019, a seguito della sconfitta per 5-0 contro l'Imolese, con la squadra penultima nel girone B, Bertarelli si dimette: dopo un breve ritorno di Albè, il 25 febbraio la panchina è affidata a Riccardo Maspero, che rivitalizza i biancazzurri e li conduce alla salvezza con una giornata d'anticipo sulla fine della stagione regolare.
La gestione Maspero avrà però breve prosieguo: nell'annata seguente una nuova crisi di rendimento gli costa l'esonero in favore del rientro (stavolta stabile) di Albè. Ai primi del 2020 la Giana, pur se comunque ancora invischiata nella bassa classifica del girone A di Serie C, mostra segni di ripresa, ma il campionato s'interrompe per via dell'epidemia di COVID-19, che dal mese di febbraio conduce al "blocco" quasi totale del sistema sportivo italiano. Dopo alcuni mesi di stop e contrasti tra squadre, FIGC e Lega Italiana Calcio Professionistico, l'8 giugno 2020 si decide di cristallizzare la situazione nei tre gironi di terza serie (con oltre 10 giornate di regular season non disputate), promuovendo e retrocedendo direttamente le prime e le ultime classificate e disponendo la disputa di play-off e play-out tra le aventi diritto. La Giana viene pertanto abbinata all'Olbia per lo spareggio retrocessione, che vede infine prevalere i sardi grazie alla vittoria interna per 1-0 e al pareggio esterno per 1-1. La discesa nel dilettantismo viene però invalidata d'ufficio il 31 agosto 2020, allorché la Giana è riammessa in terza serie a completamento organici.
La Giana si ritrova nelle retrovie anche nella stagione 2020-2021: la squadra, inizialmente affidata ancora a Cesare Albè, chiude il girone d'andata al 19° e penultimo posto. L'ingaggio del tecnico Oscar Brevi prelude bensì a una ripresa e nel girone di ritorno i biancazzurri distaccano la coda della classifica e, complice l'infimo rendimento di Pistoiese e Lucchese (penultima e terzultima, ma escluse dai playout in quanto distaccate oltre otto punti dalle squadre soprastanti) centrano infine il 16º posto e la salvezza diretta. La retrocessione si concretizza nella stagione successiva, ove la Giana termina al diciannovesimo posto la stagione regolare e perde i playout con il Trento

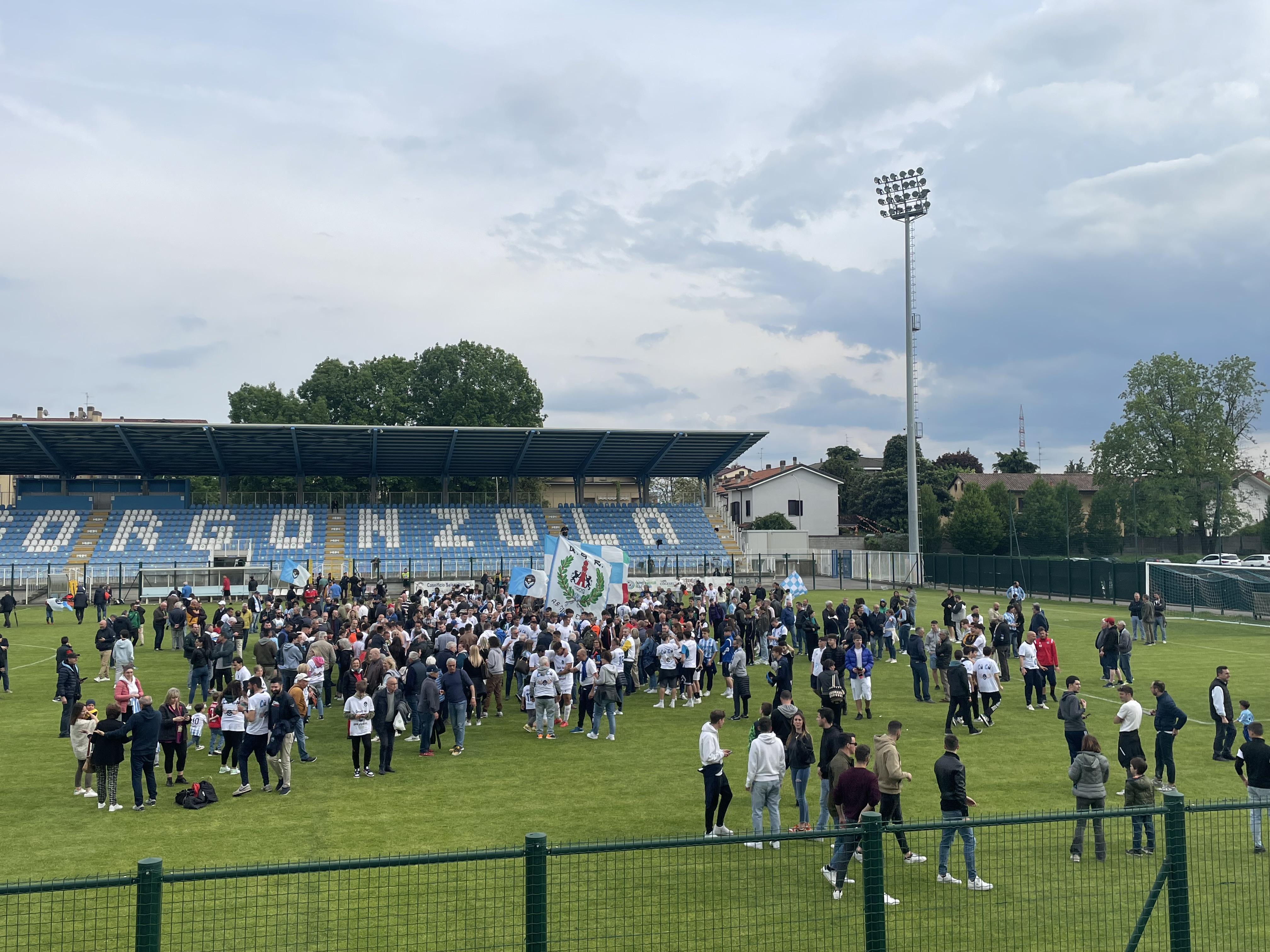
Pubblico in festa allo stadio Città di Gorgonzola dopo la vittoria nel campionato 2022-2023 e il ritorno in Serie C

Rivelatosi impossibile accedere a una riammissione, la Giana Erminio viene assegnata al girone D di Serie D; la panchina viene affidata al debuttante Andrea Chiappella, ex capitano biancazzurro, promosso dal settore giovanile. La squadra s'impone fin da subito ai vertici, trovando quale unico avversario la Pistoiese, che sul finire del campionato riesce anche brevemente a sopravanzarla in classifica, salvo però essere subito risuperata dalla stessa Giana. Il 30 aprile 2023, grazie alla vittoria in casa contro il Corticella e al contestuale pareggio della Pistoiese contro il Ravenna, i biancazzurri si aggiudicano il proprio girone e la promozione diretta in Serie C, con una giornata d'anticipo sulla fine della stagione regolare. Nella medesima stagione la Giana arriva anche, per la prima volta nella sua storia, in finale di Coppa Italia Serie D. Nella stagione 2023-2024 il club della Martesana conquista un settimo posto nel campionato di Serie C, per poi venire eliminato nel secondo turno dei play-off; nella stagione 2024-2025 raggiunge invece la finale della Coppa Italia Serie C per la prima volta nella sua storia, venendo però sconfitto dal Rimini.

## Colori e simboli

### Colori

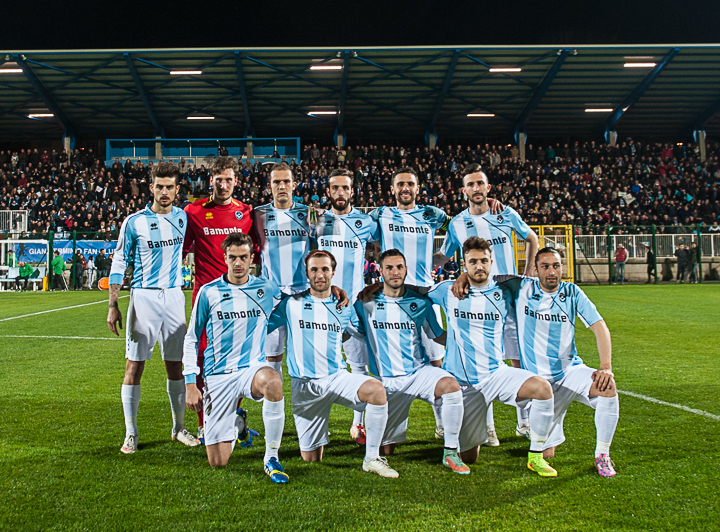
La maglia a strisce biancazzurre ha contraddistinto l'avvento della Giana Erminio nel professionismo

I colori sociali della Giana sono il bianco e l'azzurro, con l'aggiunta del nero. Vestendo le prime due tinte il club della Martesana ha raggiunto i suoi massimi successi.
Nel corso della storia è attestato l'utilizzo di una grande varietà di divise dai colori differenti: osservando le foto di squadra degli anni 1930 si nota come le maglie (pur sempre strisciate) non presentino il colore bianco. Diversamente, negli anni 1980 è noto l'uso di maglie integralmente nere, decorate da pinstripes verticali bianche. Nei primi anni di professionismo, la Giana si orientò su maglie interne palate di bianco e azzurro; dopo la retrocessione in Serie D patita nel 2022, nel successivo campionato la squadra conseguì varie buone prestazioni vestendo la seconda maglia, perlopiù bianca; di conseguenza, dalla stagione 2023-2024, tale divisa è stata scaramanticamente "promossa" a maglia interna.
Non è invece attestato uno stile prevalente per le maglie da trasferta, le terze divise o le casacche dai portieri (queste ultime laddove previste): negli anni del professionismo la Giana ha infatti giostrato su colori differenti, semplicemente "staccandosi" cromaticamente dalla maglia interna. I giocatori di Gorgonzola hanno dunque vestito di anno in anno indumenti colorati in giallo, blu/azzurro, rosso o verde.

### Simboli ufficiali

#### Stemma
Lo stemma della squadra - adottato a seguito della promozione in Lega Pro del 2014 - è costituito da un ancile nero bordato di bianco ed azzurro, con al centro un pallone da calcio. Al di sopra di tale pallone è riportata la denominazione societaria in caratteri bianchi, al di sotto l'anno di fondazione della squadra (1909). Nell'estremità inferiore dell'ovale trovano posto due scaglioni rovesciati, rispettivamente di colore bianco e azzurro.
Il suddetto emblema risulta essere un adeguamento degli stemmi precedentemente adottati negli anni 2010, i quali differivano da codesto unicamente per la dicitura sociale e i caratteri tipografici adottati.
Analogamente di forma ovale (ma disposto orizzontalmente) era lo stemma sociale adottato fino ai primi anni 2000: di colore azzurro bordato di nero e di bianco, conteneva sulla sinistra la denominazione sociale (a caratteri neri) e sulla destra due V (bianca e nera) sovrapposte, un pallone da calcio e l'anno di fondazione.
Nella simbologia della squadra rientra altresì il leone rampante nero, mutuato dallo stemma comunale di Gorgonzola.

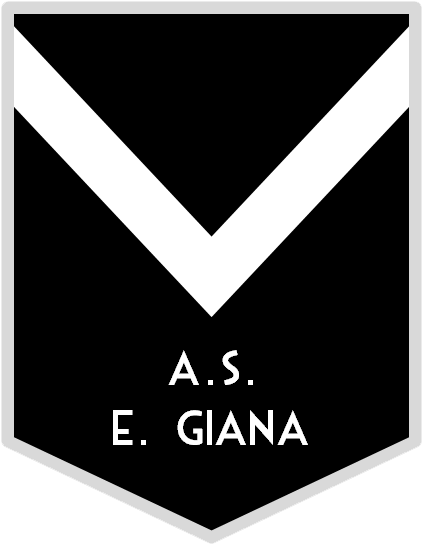
Antico logo sociale (datazione incerta)
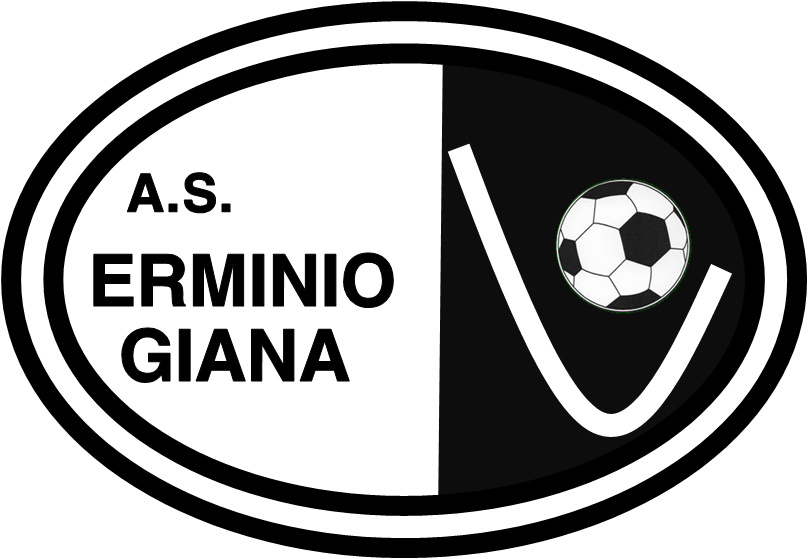
Logo in uso negli anni 1980
Stemma adottato fino ai primi anni 2000
Stemma adottato negli anni 2010
Stemma adottato fino al 2014
Stemma in uso dal 2014
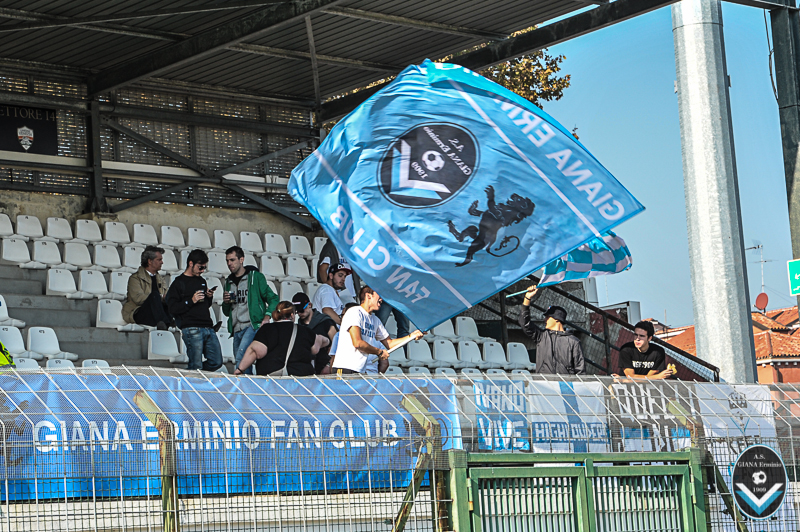
Tifosi della squadra sventolano una bandiera col simbolo del leone rampante

#### Inno
Dalla primavera del 2014 il club adotta come inno il brano Giana Sogno Biancazzurro, composto ad hoc dalla MM2 band (complesso basato nella città metropolitana di Milano) e inciso coralmente insieme ai giocatori all'epoca sotto contratto con la Giana Erminio.

#### Mascotte
Dalla stagione 2018-2019 la mascotte della squadra è Erminio, un leone antropomorfo vestito con la maglia da gioco biancazzurra: la sua figura è ispirata ai leoni rampanti che campeggiano nello stemma araldico di Gorgonzola, mentre il nome è il medesimo del soldato alla cui memoria la società adotta la propria ragione sociale. La mascotte si esibisce regolarmente prima dell'inizio delle gare interne della Giana.

## Strutture

### Stadio

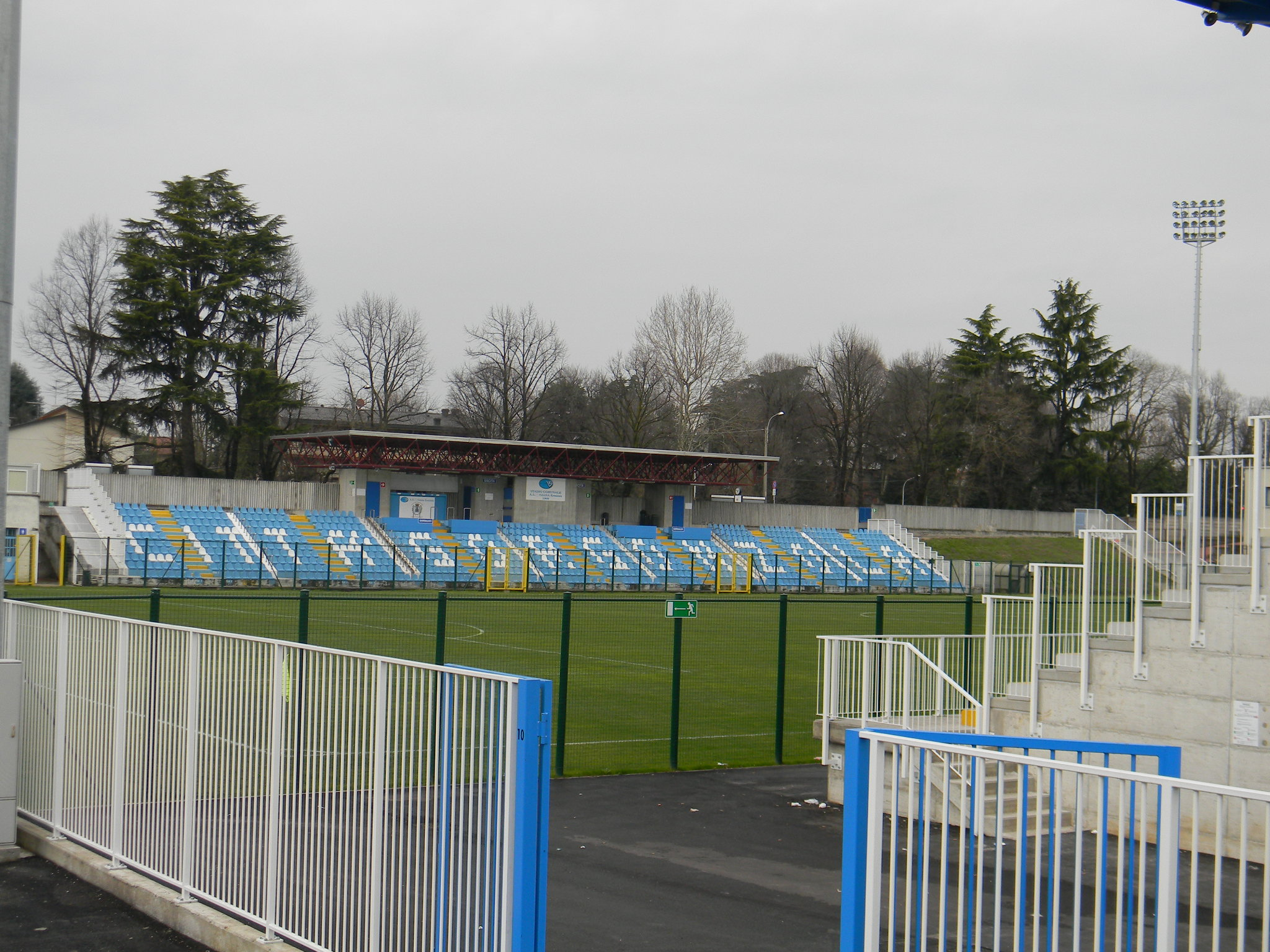
Interno dello stadio di Gorgonzola nel marzo 2015.

La squadra gioca gli incontri casalinghi allo stadio comunale di Gorgonzola, situato nel centro cittadino, presso il Naviglio della Martesana. La struttura (aperta in data ignota, ma sicuramente già attiva nel 1954) è stata radicalmente ristrutturata ed ampliata tra il 2014 e il 2015 a seguito della prima promozione in Lega Pro della Giana: può ospitare 3 766 spettatori (di cui 800 ospiti) suddivisi in tre tribune con posti totalmente a sedere, numerati e dotati di seggiolini. Il terreno di gioco, in erba naturale, misura 105 × 65 m
Per consentire la messa in opera della ristrutturazione, la squadra ha disputato le partite interne tra l'inizio e la trentesima giornata del campionato 2014-2015 presso lo stadio Brianteo di Monza.

### Centro di allenamento
Dal 2014 al 2020 le selezioni societarie hanno perlopiù svolto le sedute di allenamento presso il centro sportivo Seven Infinity di via Toscana a Gorgonzola, provvisto di due campi da calcio scoperti in erba sintetica (rispettivamente da 11 e da 7 giocatori), due campi da calcio a 5 coperti in erba sintetica, una palestra e tre piscine coperte (da 25, 16 e 6 m di lunghezza).
Nella stagione 2020-2021 la sede della preparazione è stata trasferita al centro sportivo di via Mazzini nel limitrofo comune di Cassina de' Pecchi; esso dispone di una tribuna coperta da 700 posti, una pista d'atletica e due campi da calcio, uno a 11 e uno a 5, realizzati in erba sintetica e provvisti di impianto di illuminazione.

## Società
Dal punto di vista amministrativo e sportivo la Giana Erminio si caratterizza per una grande continuità gestionale: il presidente e proprietario Oreste Bamonte (imprenditore nel ramo caseario originario di Battipaglia) è in carica dal 1985, risultando pertanto al 2021 il secondo titolare di un club professionistico in Italia per longevità (preceduto solo da Luigi Fresco, presidente-allenatore della Virtus Verona dal 1982).
Un simile primato di longevità relativamente agli allenatori è stato detenuto da Cesare Albè, che ha seduto sulla panchina della prima squadra ininterrottamente dal 1994 al 2018 e poi di nuovo ad interim per brevi momenti degli anni successivi, nei quali è perlopiù passato a ricoprire incarichi direzionali sempre in seno al club.
Parimenti longevi sono il responsabile della gestione Angelo Colombo (in carica dal 1999 e precedentemente per tre decenni dapprima giocatore e poi impiegato del club) e il responsabile del settore giovanile Enrico Albè (fratello minore di Cesare), in carica dal 1997.

### Organigramma societario
In carica al 30 aprile 2023.

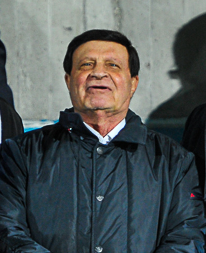
Oreste Bamonte, presidente della Giana Erminio dal 1985.

- Oreste Bamonte - Presidente
- Luigi Bamonte - Vicepresidente
- Cesare Albè - Vicepresidente, delegato area tecnica
- Rita Bamonte - Consigliere
- Angelo Colombo - Consigliere e responsabile della gestione
- Osvaldo Vallese - Consigliere
- Nicola Papasodero - Sindaco unico
- Pierangelo Manzi - Segretario generale
- Marinella Farina - Segretaria
- Enrico Albè - Responsabile settore giovanile
- Graziano Giovinazzi - Responsabile gestione stadio
- Vincenzo Omati - Responsabile campo
- Fabio Della Corna - Responsabile terna arbitrale
- Federica Sala - Ufficio stampa
- Serena Scandolo - Ufficio stampa

### Sponsor
| Cronologia degli sponsor tecnici - 1909-? ... - ?-2015 Erreà - 2015-2017 Umbro - 2017- Macron |

### Settore giovanile
Nella stagione 2022-2023 il settore giovanile del club ha gestito formazioni militanti nelle categorie juniores e under-17.
Per qualche tempo, parte delle attività è stata demandata alla Tritium di Trezzo sull'Adda.
Nella stagione 2018-2019 la Berretti della Giana Erminio è diventata la prima squadra giovanile gorgonzolese a qualificarsi alla fase nazionale del relativo campionato.

## Allenatori e presidenti
| Allenatori - 1931-1943 ... - 1943-? Gimelli - ?-1977 ... - 1977-1978 Ademaro Breviglieri - 1978-1984 ... - 1984-1988 Giuseppe Mazzoleri - 1988-1994 ... - 1994-2018 Cesare Albè - 2018-2019 Raul Bertarelli (1ª-21ª) Cesare Albè (22ª-28ª) Riccardo Maspero (29ª-38ª) - 2019-2020 Riccardo Maspero (1ª-6ª) Cesare Albè (7ª-26ª e play-out) - 2020-2021 Cesare Albè (1ª-14ª) Oscar Brevi (15ª-38ª) - 2021-2022 Oscar Brevi (1ª-13ª) Matteo Contini (14ª-38ª e play-out) - 2022-2025 Andrea Chiappella - 2025- Vinicio Espinal | Presidenti - 1931-1943 ... - 1943-? Enrico Bianchi - ?-1985 ... - 1985- Oreste Bamonte |

## Calciatori

### Capitani
- ... (1909-1984)
- Giuseppe Mazzoleri (1984-1988)[26]
- ... (1988-2007)
- Paolo Levati (2007-2013)[48]
- Andrea Chiappella (2013-2014)[48]
- Marco Biraghi (2014-2017)[49]
- Matteo Marotta (2017-2018)[50]
- Daniele Pinto (2018-)

## Palmarès

### Competizioni interregionali
- Serie D: 2

2013-2014 (girone A), 2022-2023 (girone D)

### Competizioni regionali
- Eccellenza: 1

2012-2013 (girone B)
- Promozione: 3

1996-1997 (girone C), 2001-2002 (girone E), 2011-2012 (girone F)

### Altri piazzamenti
- Prima Divisione:

Secondo posto: 1942-1943 (girone G)
Terzo posto: 1941-1942 (girone H), 1949-1950 (girone C), 1951-1952 (girone C)
- Coppa Italia Serie C:

Finalista: 2024-2025
- Coppa Italia Serie D:

Finalista: 2022-2023
- Eccellenza:

Terzo posto: 2002-2003 (girone B)
- Promozione:

Secondo posto: 1995-1996 (girone C), 2006-2007 (girone E)
Terzo posto: 2005-2006 (girone C)
- Campionato italiano di terza divisione:

Terzo posto: 1929-1930 (girone H)

## Statistiche e record

### Partecipazione ai campionati
| Livello | Categoria | Partecipazioni | Debutto   | Ultima stagione | Totale |
| ------- | --------- | -------------- | --------- | --------------- | ------ |
| 3º      | Lega Pro  | 3              | 2014-2015 | 2016-2017       | 11     |
| 3º      | Serie C   | 8              | 2017-2018 | 2025-2026       | 11     |
| 4º      | Serie D   | 1              | 2022-2023 | 2022-2023       | 1      |
| 5º      | Serie D   | 1              | 2013-2014 | 2013-2014       | 1      |

### Partecipazione alle coppe
| Competizione          | Partecipazioni | Debutto   | Ultima stagione | Totale |
| --------------------- | -------------- | --------- | --------------- | ------ |
| Coppa Italia          | 2              | 2017-2018 | 2018-2019       | 2      |
| Coppa Italia Lega Pro | 3              | 2014-2015 | 2016-2017       | 6      |
| Coppa Italia Serie C  | 3              | 2017-2018 | 2019-2020       | 6      |
| Coppa Italia Serie D  | 1              | 2013-2014 | 2013-2014       | 1      |
| Poule Scudetto        | 1              | 2013-2014 | 2013-2014       | 1      |

## Tifoseria

### Storia
Date l'origine e la storia della Giana Erminio (piccola società espressione di una cittadina dell'hinterland milanese, con una lunga militanza nelle categorie regionali lombarde), il club gode di un seguito di tifosi di ridotte dimensioni. Nell'ambito dei supporters gorgonzolesi, negli anni 2010 sono comunque esistiti due piccoli gruppi di tifo organizzato d'ispirazione ultras, denominati rispettivamente Highlanders (abbreviato High) e Quelli di sempre (o QDS), che nelle partite casalinghe erano soliti prendere posto nella tribuna sud dello stadio comunale di Gorgonzola. Per quel che riguarda la tifoseria "moderata" è invece esistito il Giana Erminio Fan Club, che si proponeva genericamente quale punto di raccolta di tifosi del club, al di là dell'orientamento ideale degli stessi.
Nella stagione 2015-2016 la tifoseria della Giana fu colpita da nove ingiunzioni Daspo irrogate ad altrettanti aderenti ai suddetti gruppi (tutti con piccoli precedenti penali), resisi responsabili in diverse circostanze di scontri con le forze dell'ordine e intemperanze sugli spalti (con lancio di oggetti e fumogeni in campo), risultando pertanto la più "colpita" da tali restrizioni tra le squadre del proprio girone di Lega Pro. Due di loro vennero brevemente posti in stato di fermo ai primi di settembre 2015.
Proprio l'attenzione delle forze dell'ordine nei confronti degli ultras (da essi giudicata eccessiva) fu alla base degli atti di protesta messi in atto durante le stagioni 2015-2016 e 2016-2017: a più riprese i gruppi organizzati dapprima esibirono i propri striscioni capovolti e successivamente disertarono molte partite interne ed esterne della Giana. Infine ambedue i gruppi hanno annunciato il proprio scioglimento nell'estate 2017, lamentando un perdurante clima ostile nei propri confronti e lasciando la selezione biancazzurra per diversi anni priva di un supporto organizzato. In seguito sono sorte le nuove "sigle" Irriducibili e Quei bravi ragazzi.

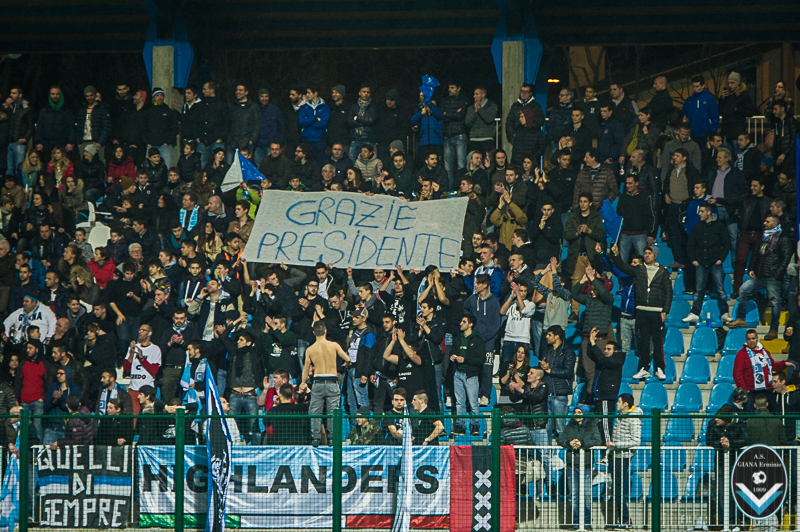
Ultras della Giana Erminio durante una partita casalinga nel 2015: al centro lo striscione degli Highlanders
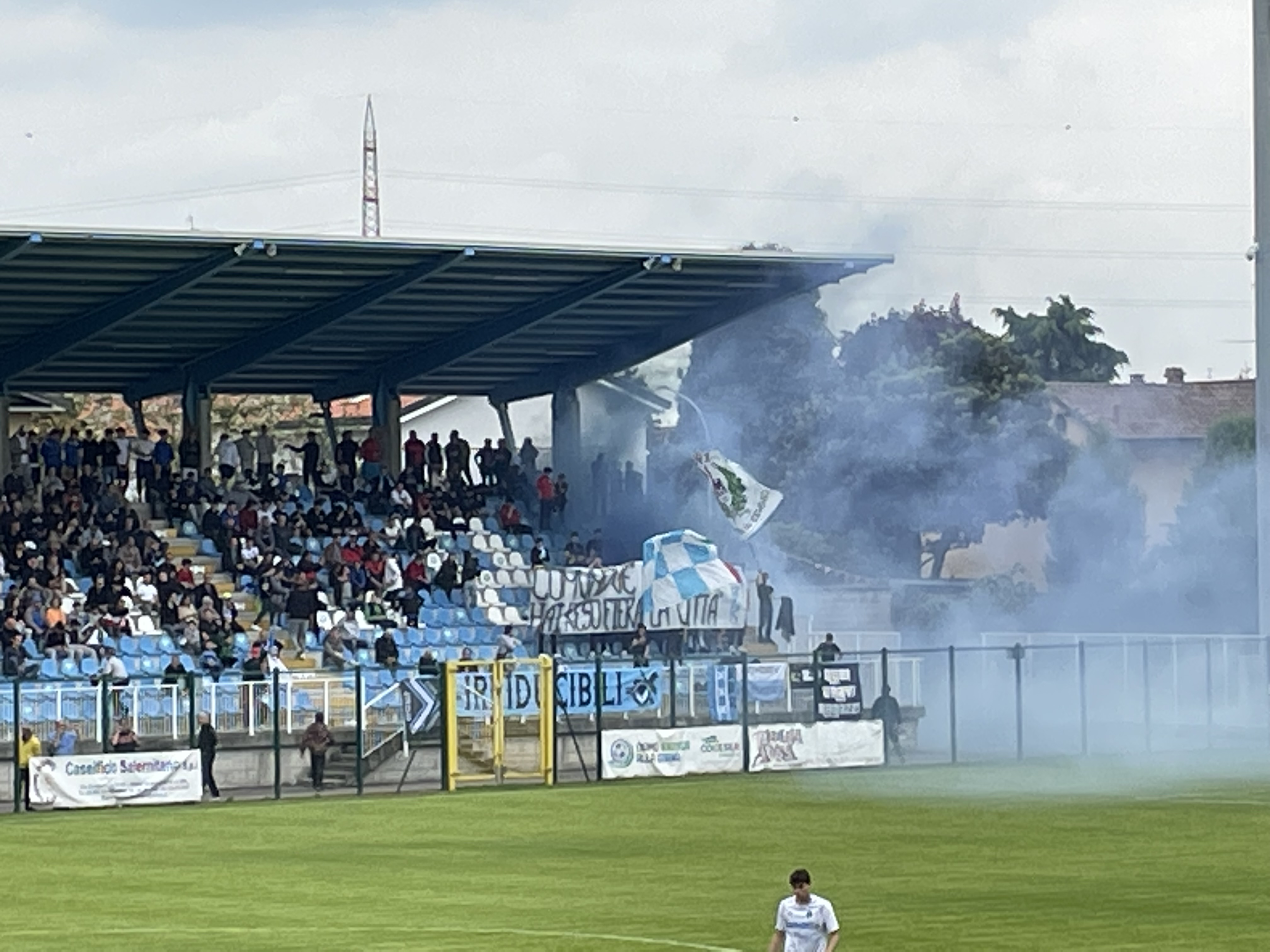
Ultras della Giana Erminio durante una partita casalinga nel 2023: si notano gli striscioni e le bandiere Irriducibili e Quei bravi ragazzi

### Gemellaggi e rivalità

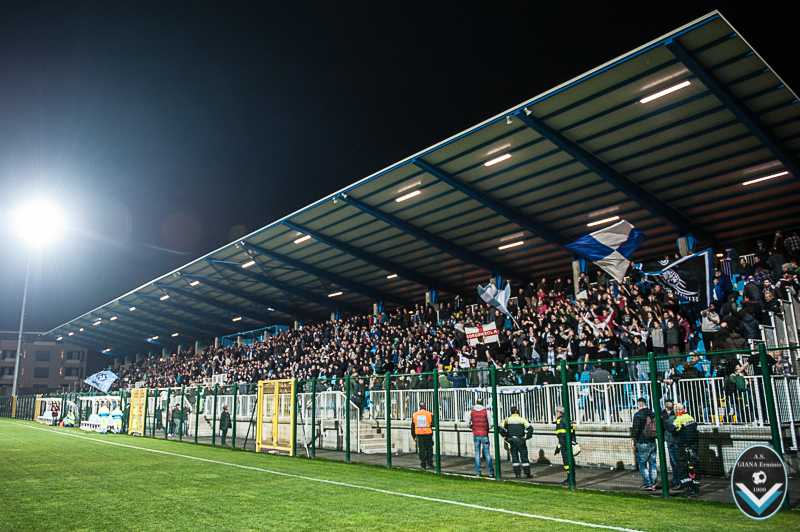
Pubblico allo stadio di Gorgonzola in occasione della partita Giana Erminio- del 21 marzo 2015.

Nel corso della stagione 2014-2015, la tifoseria organizzata della Giana Erminio ha intrapreso un rapporto d'amicizia con gli ultras della Cremonese, mentre nell'annata precedente aveva mostrato simpatia nei confronti dei supporters dell'Asti.
Rapporti negativi si registrano con la tifoseria del Derthona (rivale dell'Asti), nonché con quella della Feralpisalò e con gli ultras del Monza, resisi responsabili, il 22 febbraio 2015, di un'aggressione ai danni di due supporter gorgonzolesi, avvenuta all'esterno dello stadio Brianteo al termine della gara di campionato vinta per 2-1 dalla Giana contro i biancorossi locali. Altra rivalità intercorre con la tifoseria della Pro Sesto, con la quale gli ultras della Giana si scontrarono al termine di un'amichevole giocata il 1º agosto 2015 allo stadio Breda di Sesto San Giovanni.
Altre problematiche tra tifoserie si registrarono il 19 settembre 2015, in occasione del match interno contro il Cuneo valido per il campionato di Lega Pro 2015-2016: prima dell'incontro due supporters della Giana Erminio colpiti da Daspo vennero fermati dalle Forze dell'Ordine per aver violato le disposizioni restrittive cui erano obbligati ad ottemperare (l'uno avendo tentato di accedere allo stadio Città di Gorgonzola, l'altro per essersi aggregato ad un ritrovo di tifosi locali). A fine partita inoltre un tifoso ospite venne aggredito nelle pertinenze dello stadio; in seguito la tifoseria organizzata biancazzurra negò ogni coinvolgimento in quest'ultimo fatto. Sempre in occasione di un match contro il Cuneo, il 30 gennaio 2016 tre tifosi della Giana vennero colpiti da Daspo per aver insultato con epiteti di stampo razzista e tentato di malmenare un operatore del servizio sanitario di origine senegalese in servizio allo stadio Fratelli Paschiero, opponendo poi resistenza all'intervento della polizia.

## Organico

### Rosa 2025-2026
La rosa tratta dal sito ufficiale è aggiornata al 7 agosto 2025.
| N. |                   | Ruolo | Calciatore         |
| -- | ----------------- | ----- | ------------------ |
|    | Italia (bandiera) | P     | Gabriele Buzzi     |
|    | Italia (bandiera) | P     | Andrea Giroletti   |
|    | Italia (bandiera) | P     | Samuele Magni      |
|    | Italia (bandiera) | P     | Andrea Mazza       |
|    | Italia (bandiera) | P     | Alexander Zenti    |
|    | Italia (bandiera) | D     | Mattia Alborghetti |
|    | Italia (bandiera) | D     | Matteo Colombara   |
|    | Italia (bandiera) | D     | Tommaso Duca       |
|    | Italia (bandiera) | D     | Luca Ferri         |
|    | Italia (bandiera) | D     | Tommaso Nucifero   |
|    | Italia (bandiera) | D     | Andrea Piazza      |
|    | Italia (bandiera) | D     | Nicolas Previtali  |
|    | Italia (bandiera) | D     | Luca Ruffini       |
|    | Italia (bandiera) | D     | Stefano Sandre     |

| N. |                    | Ruolo | Calciatore               |
| -- | ------------------ | ----- | ------------------------ |
|    | Italia (bandiera)  | C     | Marco Ballabio           |
|    | Italia (bandiera)  | C     | Alessandro Lamesta       |
|    | Italia (bandiera)  | C     | Matteo Marotta           |
|    | Italia (bandiera)  | C     | Jacopo Nelli             |
|    | Italia (bandiera)  | C     | Daniele Pinto (capitano) |
|    | Italia (bandiera)  | C     | Emanuele Occhipinti      |
|    | Nigeria (bandiera) | A     | Franklyn Akammadu        |
|    | Italia (bandiera)  | A     | Andrea Capelli           |
|    | Italia (bandiera)  | A     | Giacomo Gabbiani         |
|    | Belgio (bandiera)  | A     | Gabriel Henin            |
|    | Italia (bandiera)  | A     | Lorenzo Lischetti        |
|    | Italia (bandiera)  | A     | Alberto Pala             |
|    | Italia (bandiera)  | A     | Federico Renda           |
|    | Italia (bandiera)  | A     | Vincenzo Vitale          |